# Chuẩn mực xã hội
Chuẩn mực xã hội là quy tắc tường minh hoặc hàm ẩn nhằm xác định kiểu hành vi gì là chấp nhận được trong một xã hội hay một nhóm. Thuật ngữ xã hội-tâm lý này được định nghĩa sâu hơn là "các quy tắc mà một nhóm sử dụng cho những giá trị, niềm tin, thái độ và hành vi phù hợp và không phù hợp. Chúng cũng được mô tả là các quy tắc mang tính thói quen của hành vi nhằm điều tiết tương tác của chúng ta với người khác. Chuẩn mực xã hội là các quy tắc quy định hành vi được chờ đợi hoặc có thể chấp nhận được trong các tình huống cụ thể.
Chuẩn mực xã hội không phải là một khái niệm tĩnh hay phổ quát mà chúng thay đổi theo thời gian và biến chuyển theo văn hóa, giai tầng xã hội và các nhóm xã hội. Một chiếc váy, một lời nói hay hành vi nào đó được coi là chấp nhận được với nhóm này lại có thể không chấp nhận được với nhóm khác.
Sự tôn trọng với các chuẩn mực xã hội duy trì tính đồng thuận và phổ biến trong một nhóm cụ thể. Chuẩn mực xã hội có thể được thực thi một cách chính thức (chẳng hạn thông qua biện pháp trừng phạt) hoặc không chính thức (chẳng hạn thông qua ngôn ngữ cử chỉ và các tín hiệu giao tiếp phi lời khác). Bằng việc phớt lờ hoặc phá vỡ chuẩn mực xã hội, người ta có nguy cơ trở nên không được yêu mến hoặc bị ruồng bỏ.
Với tư cách là một thực thể xã hội, các cá nhân học cách khi nào và ở đâu là phù hợp để nói những điều nhất định, dùng những từ ngữ nào đó, bàn thảo những chủ đề nhất định hoặc mặc những bộ quần áo nào đó và khi nào thì không. Do đó, những hiểu biết về chuẩn mực văn hóa được xem là quan trọng cho việc kiểm soát ấn tượng, vốn là một quy tắc cá nhân của hành vi phi lời của họ. Người ta cũng có thể biết được thông qua kinh nghiệm rằng những kiểu người nào mà ta có thể hay không thể thảo luận về những chủ đề nào đó hoặc bộ váy áo nào có thể mặc hay không thể mặc. Nhìn chung, hiểu biết được bắt nguồn thông qua kinh nghiệm (nghĩa là chuẩn mực xã hội được học thông qua tương tác xã hội).

## Tổng quan
Chuẩn mực xã hội có thể được nhìn nhận với tư cách là các nhận định (cả tường minh lẫn hàm ẩn) chế định các hành vi và hành động với tư cách là các quyền lực xã hội. Chúng thường được dựa trên một số các mức độ đồng thuận trong phạm vi một nhóm và được duy trì thông qua các biện pháp trừng phạt xã hội. Ba mô hình giải thích các quy tắc quy chuẩn gồm:
Tập trung vào các hành động của một cá nhân
Tập trung và các phản ứng lại các hành động của người kia
Thương lượng giữa cá nhân và người kia.

## Sự phát triển
Các nhóm có thể chấp nhận chuẩn mực theo hai cách khác nhau. Một dạng của việc thích nghi chuẩn mực là phương pháp quy thức, ở đó, chuẩn mực được viết ra và được chấp nhận một cách chính thức (chẳng hạn như các bộ luật, các quy định, nội quy của nhà trường...). Tuy nhiên, chuẩn mực xã hội thường là những thứ không chính thức, và phát triển dần dần (chẳng hạn: không đi tất với dép xăng đan, không đội mũ trong nhà).
Các chuẩn mực có thể tồn tại với tư các là các quy tắc chính thức và không chính thức của hành vi. Các chuẩn mực không chính thức có thể được chia làm hai nhóm:
Lề thói (Folkways): Là những quy tắc và chuẩn mực không chính thức mà nếu vi phạm sẽ không tạo ra lỗi nhưng được thường được chờ đợi là nên tuân thủ. Đó là một dạng điều chỉnh, tương thích với thói quen. Nó không gây ra những sự trừng phạt hay cấm đoán, mà chỉ là những cảnh báo hoặc khiến trách.
Tập tục (Mores): Cũng là những quy tắc bất thành văn nhưng tạo ra những sự trừng phạt nghiêm khắc và những chế tài trừng phạt xã hội lên các cá nhân như việc loại bỏ khỏi xã hội và tôn giáo.
Các cá nhân không thể tuân thủ các chuẩn mực xã hội chính thức hoặc không chính thức bị khiến trách theo nhiều cách. Chẳng hạn, những cá nhân không tuân thủ có thể bị người khác chỉ trích, bị từ chối thức ăn hoặc nhiều hình thức trừng phạt khác.